# Crockett County, Tennessee
Crockett County är ett administrativt område i delstaten Tennessee, USA, med 14 586 invånare. Den administrativa huvudorten (county seat) är Alamo.

## Geografi
Enligt United States Census Bureau har countyt en total area på 688 km². 687 km² av den arean är land och 1 km² är vatten.

### Angränsande countyn
- Gibson County - nordost
- Madison County - sydost
- Haywood County - syd
- Lauderdale County - väst
- Dyer County - nordväst